# Откровение Иоанна Богослова, 9

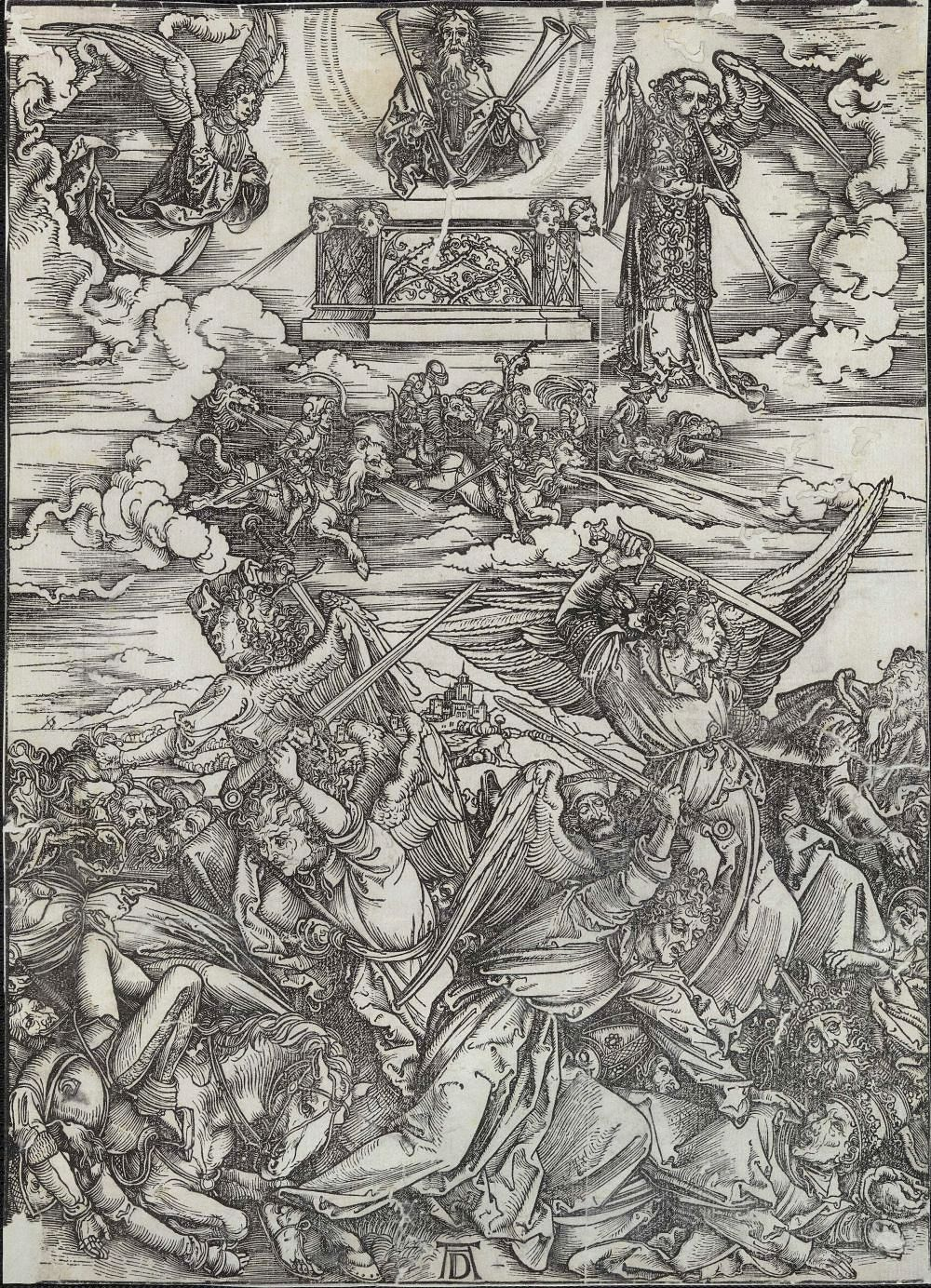
Альбрехт Дюрер. «Освобождение четырёх ангелов смерти», 1498

Откровение Иоанна Богослова, Глава 9 — девятая глава Книги Апокалипсиса (9:1—21), в которой трубят пятый и шестой из семи ангелов, отчего на землю являются инфернальные существа.

## Структура
- Пятый ангел трубит: саранча выходит из колодца (9:1-12)
- Шестой ангел трубит: четыре ангела-губителя выходят из Евфрата (9:13-21)

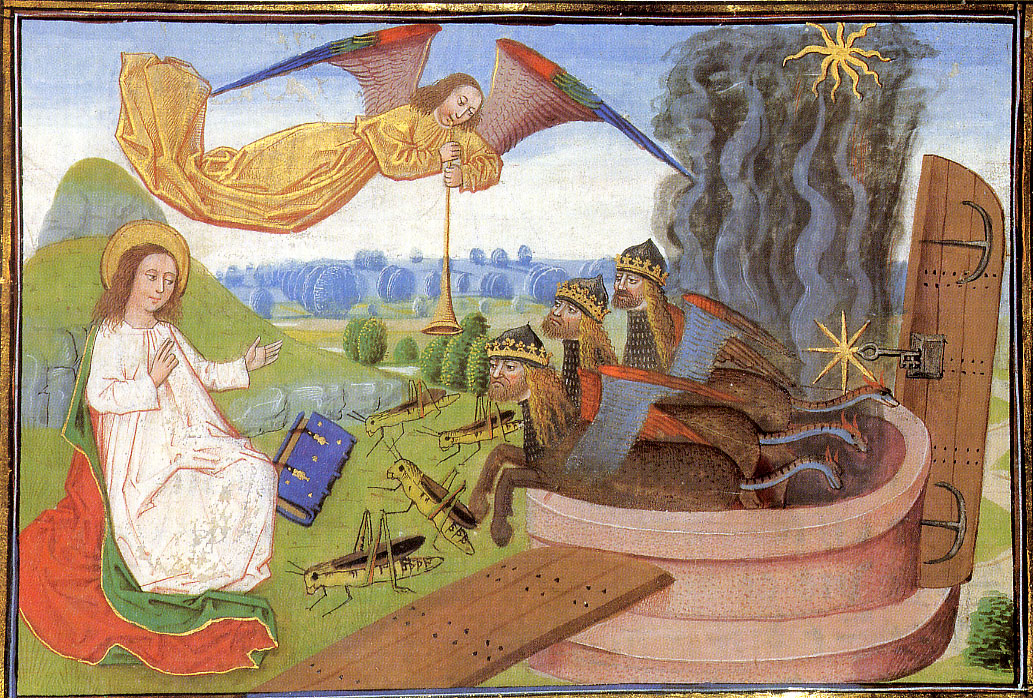
5-я труба
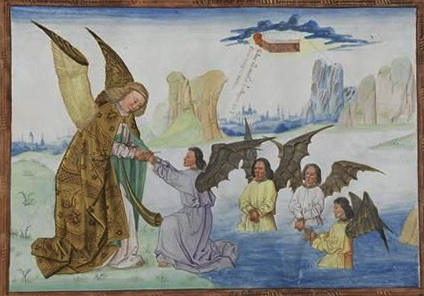
6-я труба

## Содержание
Трубит пятый из семи ангелов Апокалипсиса, отчего с неба падает звезда. Её падение отворяет колодец (кладезь бездны), откуда к небесам поднимается дым, а из этого дыма на землю выходит саранча с человеческим лицом, львиными зубами и в короне (Откр. 9:3, 7). Царь саранчи — ангел бездны по имени Абаддон («а по-гречески Аполлион»). Саранче приказано губить людей, которые не имеют печати Божьей на челах, в течение пяти месяцев, при этом ей запрещено есть растительный корм.
Трубит шестой ангел, и из одного из четырёх рогов алтаря раздается голос, приказывающий этому ангелу освободить четырёх ангелов-губителей, связанных при реке Ефрат. Эти ангелы должны убить треть всех людей. Появляется конное войско в две тьмы (двести миллионов). Эти кони имеют львиные морды и дышат огнем и серой. От этого погибает ещё треть всех людей.
Оставшиеся на земле люди не раскаиваются в своих грехах и язычестве.

### Упомянуты
- Семь труб Апокалипсиса
- Семь ангелов присутствия
- Саранча Апокалипсиса
- Абаддон (Аполлион)
- Река Евфрат
- Четыре ангела-губителя
- Огнедышащие кони

## Толкование
Образ саранчи, как и бедствия предыдущей главы, восходят к 10 казням египетским. Возможно, описание её неотвратимого образа нашествия как-то связано с конницей парфян — единственной силы, которая в ту эпоху противостояла Риму. Тема парфян, возможно, прослеживается и в описании следующей трубы, так как этот народ жил в долине Евфрата. «Четыре ангела символизируют варварские народы с четырёх концов света. Это бактрийцы, иранцы, потомки древних вавилонян и многие другие, населявшие Парфянское царство».
Бездонная бездна, куда ведет кладезь — это место, где временно отбывают наказание падшие ангелы, бесы, зверь, лжепророки и дьявол. При описании бедствий, причиняемых саранчой, автора вдохновляла саранча в первых двух главах Книги пророка Иоиля.

## Иконография
Являясь неразрывной частью предыдущей главы, эта также иллюстрировалась по преимуществу лишь в книжной миниатюре. Помимо иллюстрирования собственно 5-й и 6-й труб, в искусстве возникали следующие подсюжеты: саранча, выходящая из раскупоренного падением звезды от 5-й трубы колодца; саранча отдельно, без дополнительных деталей; Абаддон, возглавляющий войско этой саранчи; а также всадники на огнедышащих конях, появившиеся после 6-й трубы. Крупные монументальные формы этой главой обычно не интересовались. Изображение саранчи следует букве текста и поэтому практически неузнаваемо — это монстры крупного размера с человеческими лицами и волосами, в коронах.

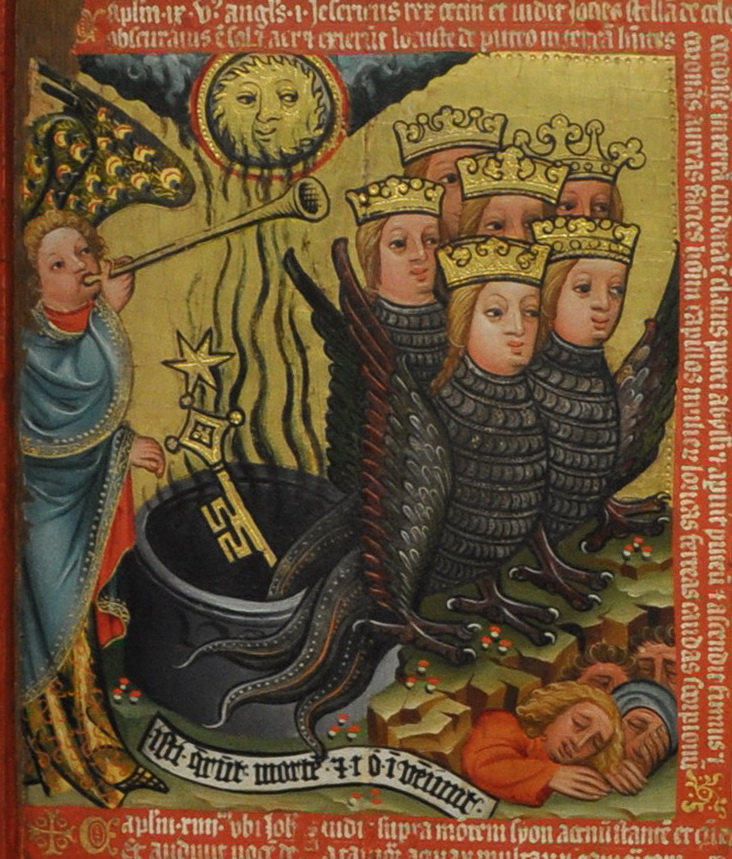
Саранча выходит из колодца, фрагмент «Триптиха Апокалипсиса», художник Бертран фон Минден, около 1380
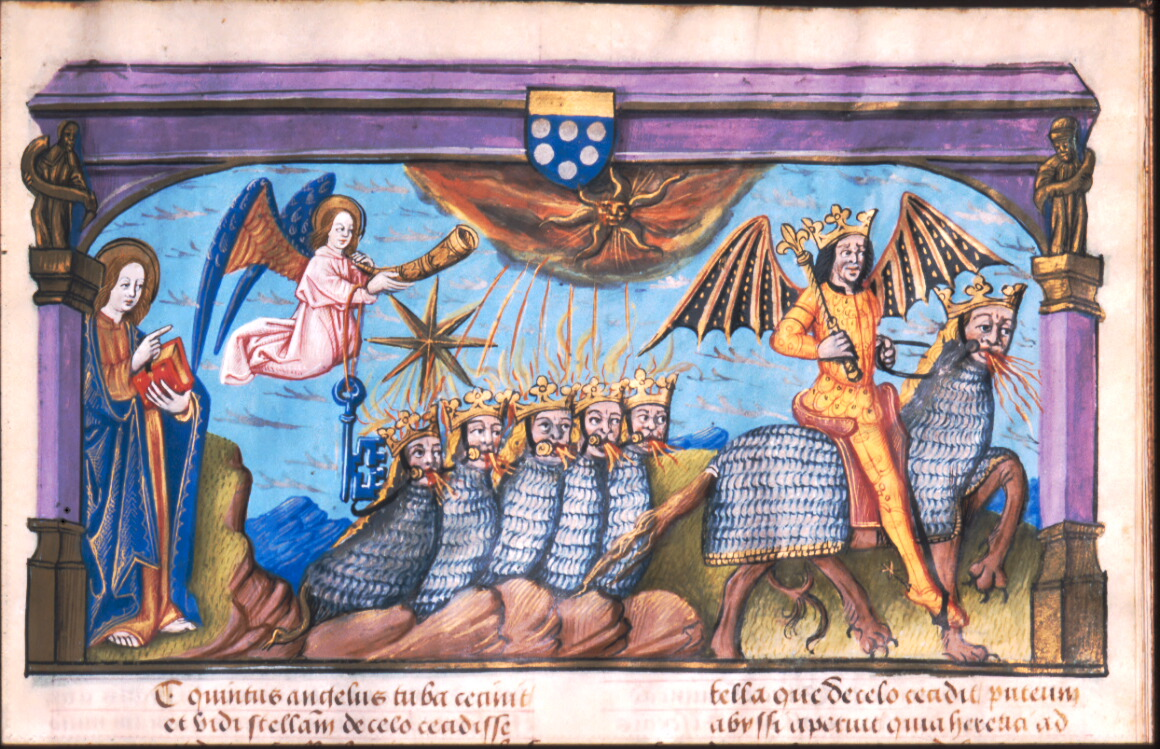
Аббадон во главе войска саранчи, миниатюра из рукописи XV века
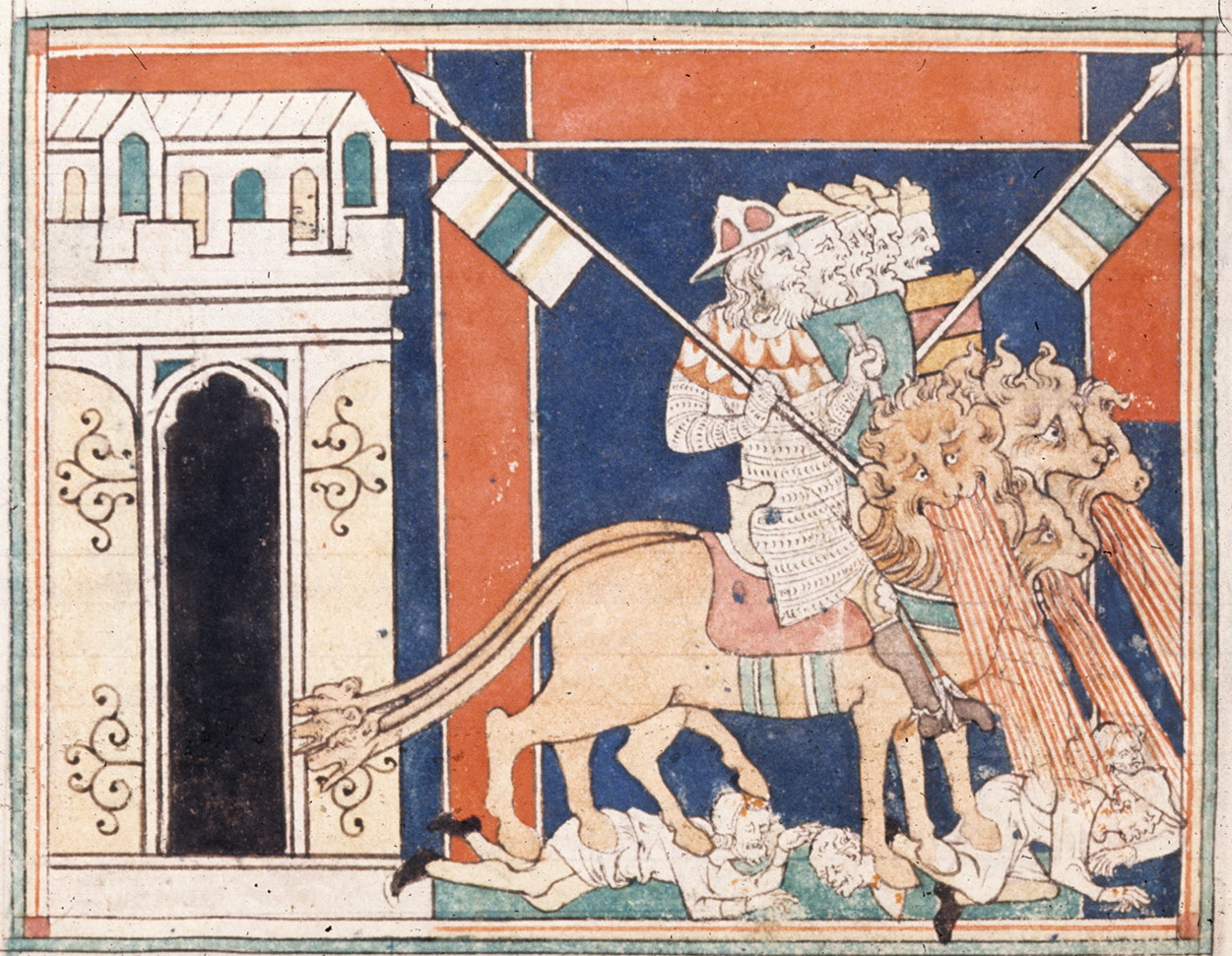
Огнедышащие кони, миниатюра из Queen Mary Apocalypse, XIV век